# Sansone contro il corsaro nero
Sansone contro il corsaro nero è un film del 1964, diretto da Luigi Capuano.

## Trama
L'isola di Hermosa è insidiata dai pirati del Corsaro Nero che non perdono occasione di sferrare attacchi e dal loro complice Rodrigo Sanchez, bieco consigliere del governatore. Sansone, capitano dei soldati spagnoli, affronta i malvagi e riporta l'ordine, ottenendo anche l'amore di Rosita, figlia del governatore